# Chiesa di Santa Maria (Castell'Ottieri)
La chiesa di Santa Maria è un edificio religioso situato a Castell'Ottieri, frazione del comune di Sorano. La sua ubicazione è lungo via del Borgo, all'esterno del centro storico propriamente detto.

## Storia
La chiesa fu costruita durante il Seicento sul bordo dello sperone di tufo sul quale sorge il centro di Castell'Ottieri, ed era originariamente adibita ad oratorio, visto che le funzioni parrocchiali erano esercitate dalla più ampia e preesistente chiesa di San Bartolomeo.
Il luogo di culto conobbe un lungo periodo di degrado nel corso dell'Ottocento, tanto da richiederne la chiusura per motivi di agibilità; l'intervento di ristrutturazione avvenuto negli ultimi decenni del medesimo secolo, permise la riapertura della piccola chiesa ai fedeli, pur comportando alcune modifiche negli elementi stilistici che caratterizzavano originariamente l'edificio religioso.

## Descrizione
La chiesa di Santa Maria si presenta ad aula unica, con il portale d'ingresso architravato che si apre al centro della facciata, preceduto da una lunga scalinata in peperino e affiancato da due finestre di forma quadrangolare, sormontate anch'esse dai corrispondenti architravi uniti a quello centrale del portale senza soluzioni di continuità. Al centro della parte superiore della facciata si apre un'altra piccola finestra di forma irregolare. Le pareti esterne si presentano interamente rivestite in intonaco, mentre nella parte superiore destra della facciata principale si eleva un piccolo campanile a vela, anch'esso intonacato.
L'interno della chiesa custodisce una serie di pregevoli di decorazioni a fresco nell'area presbiterale, con una tavola collocata al centro della parete dietro l'altare.